# Teoria de Chapman-Enskog
A teoria ou método de Chapman-Enskog apresenta fórmulas precisas para uma mistura gasosa multicomponente em equilíbrio térmico e químico. Em gases elásticos o desvio da distribuição de Maxwell-Boltzmann no equilíbrio é pequeno e pode ser tratado como uma perturbação. Este método teve como objetivo a obtenção de equações de transporte mais gerais do que as equações de Euler.